# Steven Quale
Steven Quale, född 30 november 1965 i Evanston i Illinois, är en amerikansk filmregissör. Han är känd som regissör på filmerna Final Destination 5 och Into the Storm samt som andrateamsregissör till James Cameron.

## Filmografi (i urval)
- 1997 – Titanic (andrateamsregissör och skådespelare)
- 2000 – Rocky och Bullwinkle på äventyr (andrateamsregissör)
- 2001 – Pearl Harbor (skådespelare)
- 2002 – Secretary (skådespelare)
- 2002 – Superfire (regissör)
- 2003 – Spökhuset (andrateamsregissör)
- 2005 – Aliens of the Deep (regissör, tillsammans med James Cameron)
- 2008 – The Incredible Hulk (skådespelare)
- 2009 – Avatar (andrateamsregissör)
- 2011 – Final Destination 5 (regissör)
- 2014 – Into the Storm (regissör)
- 2017 – Renegades (regissör)
- 2020 – Greyhound (andrateamsregissör)